# カッセル包囲戦 (1762年)
カッセル包囲戦（カッセルほういせん、英語: Siege of Cassel）は七年戦争中の1762年、グレートブリテン王国、ハノーファー選帝侯領、ブラウンシュヴァイク＝リューネブルク、ヘッセン＝カッセル方伯領の連合軍によるフランス軍の駐留するカッセルの包囲。
フェルディナント・フォン・ブラウンシュヴァイク＝ヴォルフェンビュッテル率いる連合軍は10月に包囲をはじめ、11月に入城した。しかし、カッセル陥落の報せが和平交渉の行われているパリにもたらされる頃には交渉はすでに大詰めを迎えており、予備条約も締結済みだったため、（フェルディナントが期待していた）大きな影響はなかった。フランスの駐留軍の抵抗で包囲が予想以上に長引いたことでフランスはより有利な条件で和平交渉に臨むことができた。